# Fidelio Finzi
Fidelio Finzi (Ferrara, 15 luglio 1889 – Ferrara, 9 marzo 1966) è stato un direttore di coro e compositore italiano.

## Biografia
Fidelio Finzi fu tra i più importanti direttori di coro italiani della prima metà del Novecento. Nato a Ferrara da Dario Finzi e Antonietta Friedlander, membro di una delle più illustri famiglie ebraiche della città, crebbe in un contesto nel quale la pratica musicale era ampiamente coltivata. Dopo gli studi di composizione con Giacomo Setaccioli presso l’Accademia di Santa Cecilia di Roma, si diplomò in canto corale presso il Liceo di Pesaro.
Tornato a Ferrara all'indomani della Grande Guerra si dedicò assiduamente alla direzione e alla composizione sia in ambito teatrale che religioso presso la Sinagoga ferrarese. Grazie all'amico Vittore Veneziani, ebbe l’opportunità di debuttare presso il Teatro Comunale di Ferrara in qualità di maestro sostituto il 6-7 marzo 1919 in occasione dell’esecuzione dello Stabat Mater di Giovanni Battista Pergolesi, diretto dallo stesso Veneziani. Il 20 aprile 1922 Finzi esordì come direttore di coro guidando la Società Corale Bellini nell’esecuzioni di alcune sue composizioni. Già in questi primi anni di apprendistato la fama di Finzi valicò i confini cittadini: diresse la Società Corale Adriese, la Società Corale di Masola e l'Unione Corale La Sapezia.
Nel corso degli anni Trenta arrivarono nuovi e più prestigiosi incarichi: fu al Teatro alla Scala di Milano al fianco del maestro Arturo Toscanini; diresse la  corale FIAT di Torino; fu istruttore e direttore dei cori al Teatro Regio di Torino;  nel 1934 fu promotore del progetto istitutivo di una corale stabile al Teatro Municipale di Alessandria;  fu direttore del Coro del Teatro Regio di Parma per la stagione lirica del carnevale del 1936;  nel 1937 fu chiamato a dirigere la Società corale Lorenzo Perosi di Tortona; nel marzo 1937 fu coinvolto nella prima rappresentazione dell’Edipo Re di Sofocle presso il Teatro romano di Sabratha alla presenza di Benito Mussolino e Italo Balbo.
All’indomani dell’applicazione delle leggi raziali lasciò il paese. Giunto in Brasile nel 1939 riprese immediatamente la sua attività musicale: nello stesso anno divenne il primo direttore del coro stabile del Teatro Municipal di São Paulo.
Dopo una lunga e fortunata carriera, frequentando anche gli ambienti intellettuali che avevano dato vita alla Semana de Arte Moderna, in tarda età tornò a Ferrara ove morì il 9 marzo 1966.